# Wilczomlecz białounerwiony
Wilczomlecz białounerwiony, benjamin madagaskarski (Euphorbia leuconeura) – gatunek sukulenta należący do rodziny wilczomleczowatych. Występuje w stanie dzikim w Afryce (na Madagaskarze)

## Morfologia
PokrójKaktusopodobny, łodygowy sukulent, osiągający wysokość do 1 metra.
KwiatyMały biały kwiatostan.

## Biologia i ekologia
Roślina trująca: zawiera trujący sok mleczny.

## Zastosowanie
- Roślina ozdobna. W Polsce jest czasami uprawiany jako ozdobna roślina pokojowa.